# Гроно (литературная организация)
Гроно — украинская литературно-художественная группа.
Создана в Киеве в октябре 1920 году по инициативе Валериана Полищука. В числе организаторов и активных участников были Григорий Косынка, Павел Филипович, Дмитрий Загул, Гео Шкурупий, Антонина Матуль, Вероника Черняховская, Николай Терещенко, Николай Любченко, М. Стасенко и художники Николай Бурачек, Марко Кирнарский, Вячеслав Левандовский, Сергей Пожарский и Георгий Нарбут.
Выступала против «пролетарской» идеологии других групп и призывала к «синтезу существующих тенденций» и «гармоничному сосуществованию коллектива и личности» («Кредо», 1920). «Гроно» отделилось от «Пролеткульта» с его массовизмом и партийным диктатом творчества. Члены организации в своё творческой деятельности придерживались собственного метода, названного «спирализм», сочетавший черты футуризма и импрессионизма. В целом, идейная платформа, как и сама группа, были достаточно аморфными, однако позже его участники стали членами групп, ориентированных на «высокое искусство».
Выпускало литературно-искусствоведческий альманах под тем же названием — «Гроно».
Деятельность группы была недолгой, своё существование прекратила в 1921 году.